# جيمس فورست (لاعب كريكت نيوزلندي)
جيمس فورست (16 يونيو 1974 في نيوزيلندا - ) (بالإنجليزية: James Forrest)‏ هو لاعب كريكت نيوزلندي.

## وصلات خارجية
- جيمس فورست على موقع إي آس بي آن كريك إنفو (الإنجليزية)